# Iberesia
Iberesia es un género de arañas migalomorfas de la familia Nemesiidae. Se encuentra en la península ibérica y el norte de África. 

## Lista de especies
Según The World Spider Catalog 14.0:
- Iberesia arturica (Calvo, 2020)
- Iberesia barbara (Lucas, 1846)
- Iberesia brauni (L. Koch, 1882)
- Iberesia castillana (Frade & Bacelar, 1931)
- Iberesia machadoi Decae & Cardoso, 2006
- Iberesia valdemoriana (Luis de la Iglesia, 2019)